# موش خرچنگ‌خوار
موش خرچنگ‌خوار (نام علمی: Ichthyomys hydrobates) نام یک گونه از سرده موش‌های خرچنگ‌خوار است.